# Marina García
Artikeln följer den spanska namnseden; faderns efternamn är García och moderns efternamn Polo.
Marina García Polo, född 5 december 2004, är en spansk konstsimmare.

## Karriär
I augusti 2022 vid junior-VM i Québec tog García silver i det fria soloprogrammet. Hon var även en del av Spaniens lag som tog guld i det fria lagprogrammet och highlight samt som tog silver i det tekniska lagprogrammet och fri kombination.
I juni 2023 vid europeiska spelen i Kraków-Małopolska var García en del av Spaniens lag som tog guld i både det tekniska och fria lagprogrammet. Följande månad var hon en del av Spaniens lag som tog guld i det tekniska lagprogrammet vid VM i Fukuoka.
I februari 2024 vid VM i Doha var García en del av Spaniens lag som tog silver i det tekniska lagprogrammet. I juni 2024 vid EM i Belgrad var hon en del av Spaniens lag som tog guld i det tekniska lagprogrammet. Vid olympiska sommarspelen 2024 i Paris var García en del av Spaniens lag som tog brons i lagtävlingen.
Vid konstsim-EM 2025 i Funchal var García en del av Spaniens lag som tog guld i både det fria och tekniska lagprogrammet samt brons i det akrobatiska lagprogrammet. Vid VM 2025 i Singapore var hon en del av Spaniens lag som tog brons i det fria, tekniska och akrobatiska lagprogrammet.